# 大成興盛
大成興盛（たいせいこうせい）は、明代に徐鴻儒が中興福烈帝を自称し建てた私年号。1622年。『明史』は大成興勝に作り、そのほか大乗興勝、大乗興盛、興勝に作る史料もある。

## 西暦・干支との対照表
| 大成興盛 | 元年    |
| 西暦     | 1622年  |
| 干支     | 壬戌    |
| 明       | 天啓2年 |
| 後金     | 天命7年 |